# سيدي امبارك (الجزائر)
سيدي امبارك بلدية تابعة ولاية برج بوعريريج يقطنها حوالي 34000 نسمة 
بلدية سيدي أمبارك هي واحدة من بلديات برج بو عريريج
تقع بلدية سيدي امبارك على الطريق الوطني رقم:05 الربط بين الجزائر العاصمة وقسنطينة، تبعد عن مقر الولاية بحوالي 15كلم شرقا. وكانت تسمى بـPaul Daumer .
يحده شمالا بلدية حسناوة وزمورة من الغرب بلدية العناصر وبليمور من الجنوب عين تسرة اما من الشرق بلدية خليل ومقر الدائرة 
-تشتمل البلدية علئ مواقع تاريخية تبرز امتدادها العميق في جذور التاريخ. خيث عرفت تواجد إنسان ما قبل التاريخ.إضافة إلى التواجد الروماني فالإسلامي. أما بالنسبة لبلدية سيدي امبارك فانها لا تخلو من المناظر الطبيعية الرائعة فهناك المغاسل وحليليفة والغابة إضافة إلى عناصر المياه العذبة.
و تمتلك سيدي امبارك فريقين لكرة القدم الأول فريق الجيل الصاعد سيدي امبارك (JSSE) الذي تاسس في عام 1985 ينشط في الجهوي الثاني لرابطة باتنة اما الثاني فهو النجم الرياضي لسيدي امبارك (ESSE) الذي تاسس في عام 2011 وينشط في الشرفي لرابطة برج بوعريريج.
وتعتبر بلدية سيدي امبارك بلدية نامية وزاخرة بمختلف المرافق الاساسية لضمان راحة المواطن وعيشه حياة هادئة، وما يميز بلدية سيدي امبارك أنه يمر بها الطريق الوطني رقم 5 الذي أنشأ الحركة والنشاط في البلدية، اما من الناحية الطبيعية فان البلدية لا تخلوا من المناظر طبيعية الجميلة فهي تمتلك غابة شاسعة تطل عليها من الجهة العلوية، إضافة إلى الوديان والاراضي الخصبة والحيوانات المختلفة.
الصناعة فان البلدية تملك مصنعين كبيرين، واحد لصناعة البلاط وهو الذي يستقبلك أول ما تدخل البلدية حين تكون آتيا من ولاية برج بوعريريج، اما المصنع الثاني فهم لصناعة الآجر وهو يقع في الطرف الآخر من البلدية.